# 16 octobre 1991
Le mercredi 16 octobre 1991 est le 289e jour de l'année 1991.

## Naissances
- Aboubacar Sylla, joueur de football guinéen
- Cameron Piper, coureur cycliste américain
- Daria Talycheva, volleyeuse russe
- David Habat, lutteur slovène
- Edgar Santana, joueur de baseball dominicain
- Eric Sheppard, coureur cycliste australien
- Giulia Emmolo, joueuse de water-polo italienne
- Henri Väyrynen, athlète finlandais spécialiste du saut à la perche
- Houssem Tabboubi, joueur tunisien de football
- Javier Gómez, coureur cycliste colombien
- Jeffrey Crockett, joueur de basket-ball américain
- Jonathan Schoop, joueur de baseball néerlandais
- Lisa Perterer, triathlète autrichienne
- Mateusz Szałek, sportif polonais
- Miori Takimoto, actrice et idole japonaise
- Nathan Cohen, entrepreneur français
- Phan Thi Ha Thanh, gymnaste artistique vietnamienne
- Scott Sio, joueur australien de rugby à XV
- Tiffany Cameron, footballeuse internationale jamaïcaine
- Wilfried Yeguete, joueur de basket-ball français

## Décès
- Émile Mollard (né le 13 août 1895), officier général français
- Arthur E. Arling (né le 19 septembre 1906), caméraman américain
- Barry Wong (né le 20 novembre 1946), scénariste, producteur et acteur hongkongais
- Blago Zadro (né le 31 mars 1944), homme politique et général de division de l’armée croate
- Boris Papandopulo (né le 25 février 1906), compositeur et chef d'orchestre croate
- Giacomo Mari (né le 17 octobre 1924), footballeur italien
- Ole Beich (né le 30 janvier 1955), musicien danois
- Walter Buswell (né le 6 novembre 1907), hockeyeur sur glace canadien

## Événements
- Fusillade du Luby's au Texas
- Sortie du single Haitoku no Scenario du duo japonais Wink
- Sortie du film français Les Amants du Pont-Neuf